# Luis Alberto Núñez
Luis Alberto Núñez Charales (Santa Marta, Colombia, 10 de diciembre de 1983) es un futbolista colombiano. Juega como lateral izquierdo.
Su hermano Jeysen es futbolista profesional, ya su primo Alexis Henríquez fue futbolista profesional e ídolo del Once Caldas de la ciudad de Manizales, Colombia.

## Trayectoria
En 2011 deja el Once Caldas para vincularse con el Atlético Nacional. Sin embargo, el jugador decidió marcharse a Paraguay para jugar con el Cerro Porteño. Para 2012 es confirmado su regreso a Colombia para vestir los colores del Cúcuta Deportivo.

## Selección nacional

### Goles internacionales
| # | Fecha                   | Lugar               | Rival | Gol | Resultado | Competición |
| - | ----------------------- | ------------------- | ----- | --- | --------- | ----------- |
| 1 | 17 de noviembre de 2010 | El Campín, Colombia | Perú  | 1-1 | 1-1       | Amistoso    |

### Participaciones enEliminatorias al Mundial
| Eliminatoria                            | Sede del Mundial | Posición      | Resultado | PJ | GA | Asis |
| --------------------------------------- | ---------------- | ------------- | --------- | -- | -- | ---- |
| Eliminatorias Mundial de Sudáfrica 2010 | Sudáfrica        | 7°lugar 23pts | Eliminado | 1  | 0  | 0    |

## Clubes
| Club                   | País     | Año         |
| ---------------------- | -------- | ----------- |
| Once Caldas            | Colombia | 2003 - 2007 |
| La Equidad             | Colombia | 2008        |
| Once Caldas            | Colombia | 2008 - 2011 |
| Cerro Porteño          | Paraguay | 2011        |
| Cúcuta Deportivo       | Colombia | 2012        |
| Independiente Medellín | Colombia | 2012        |
| Boyacá Chicó           | Colombia | 2013 - 2014 |
| Dorados de Sinaloa     | México   | 2014        |
| Atlético Bucaramanga   | Colombia | 2015        |
| Cúcuta Deportivo       | Colombia | 2017 - 2018 |

## Palmarés

### Campeonatos nacionales
| Título              | Club             | País     | Año  |
| ------------------- | ---------------- | -------- | ---- |
| Torneo Apertura     | Once Caldas      | Colombia | 2003 |
| Copa Colombia       | La Equidad       | Colombia | 2008 |
| Torneo Apertura     | Once Caldas      | Colombia | 2009 |
| Torneo Finalización | Once Caldas      | Colombia | 2010 |
| Primera B           | Cúcuta Deportivo | Colombia | 2018 |